# Rajon Iuje
Der Rajon Iuje (belarussisch Іўеўскі раён Iujeuski rajon; russisch Ивьевский район Iwjewski rajon) ist eine Verwaltungseinheit in der Hrodsenskaja Woblasz in Belarus mit dem administrativen Zentrum in der Stadt Iuje. Der Rajon hat eine Fläche von 1841 km² und umfasst 372 ländliche Siedlungen in 10 Dorfsowjets sowie die Stadt Iuje und die Siedlung städtischen Typs Jurazischki.

## Geographie
Der Rajon Woranawa liegt im Nordwesten der Hrodsenskaja Woblasz.

### Nachbarrajone
Die Nachbarrajone sind im Norden Aschmjany im Hrodsenskaja Woblasz, im Osten Waloschyn und Stoubzy in der Minskaja Woblasz, im Süden Nawahrudak, im Südwesten Lida und im Westen Woranawa in der Hrodsenskaja Woblasz, sowie im Nordwesten Varėna in Litauen.

## Administrative Gliederung
| Dorfsowjets 1. Bakschtauski Selsawet 2. Ejgerdauski Selsawet 3. Heranjonski Selsawet 4. Iujeuski Selsawet 5. Jurazischkauski Selsawet, Passawet 6. Lasdunski Selsawet 7. Leljukinski Selsawet 8. Lipnischkauski Selsawet 9. Subotnizki Selsawet 10. Trabski Selsawet | Stadt 1. Iuje Siedlungen städtischen Typs 1. Juraschizki |